# Bundesstraße 419
Die Bundesstraße 419 (Abkürzung: B 419) ist eine Bundesstraße entlang der deutschen Seite der Obermosel. Sie ist Teil der Verbindungslinie Trier-Thionville (Frankreich) und verläuft im Landkreis Trier-Saarburg (Rheinland-Pfalz) und im Landkreis Merzig-Wadern (Saarland).

## Verlauf

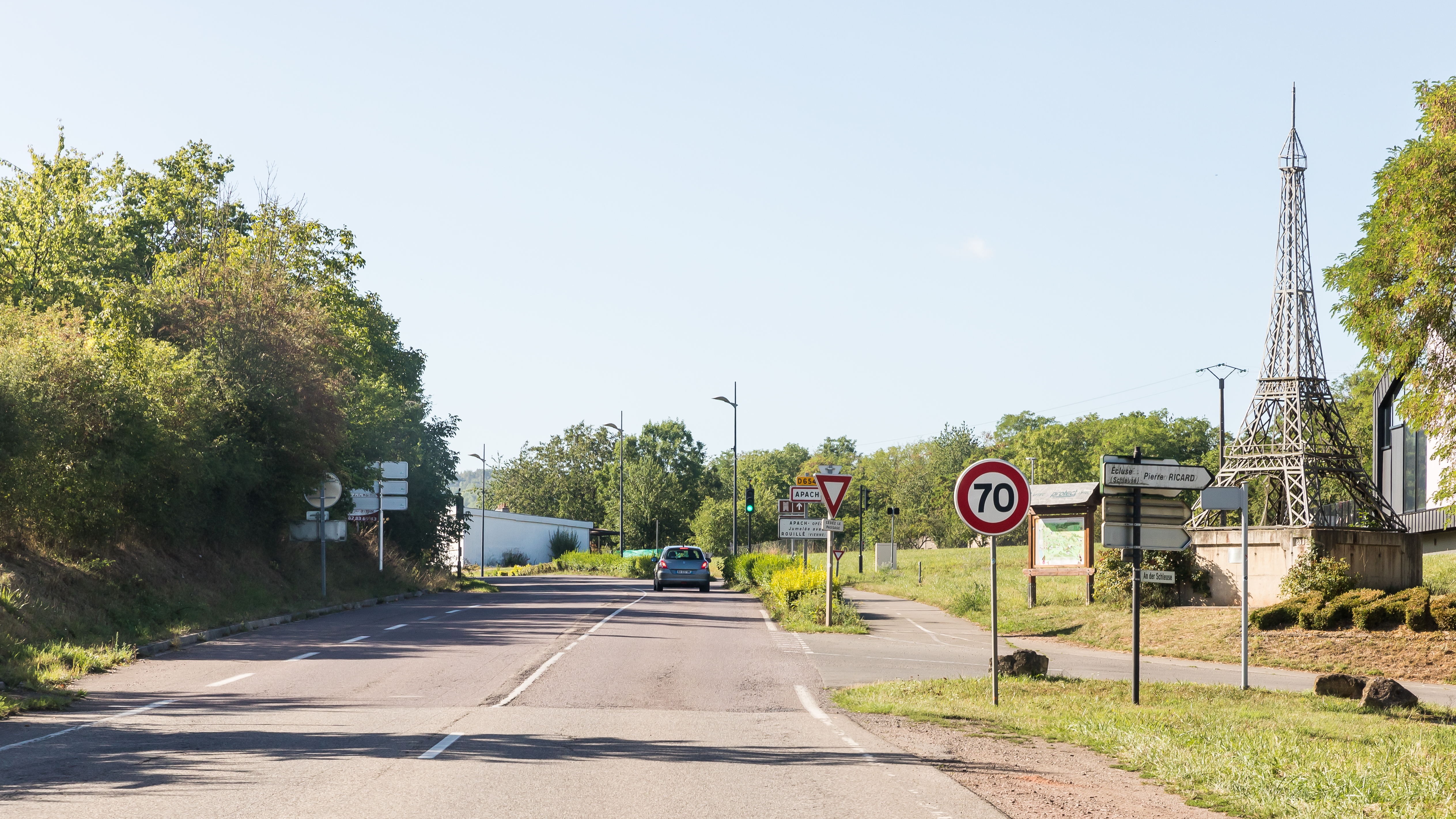
Beginn bzw. Ende der B 419 an der Grenze Deutschland-Frankreich zwischen Perl und Apach (Blickrichtung Frankreich)

Die B 419 beginnt in Konz als Fortsetzung der B 51. Über die Saar hinweg führt sie anschließend entlang der Obermosel vorbei an den Orten Wasserliesch, Wellen und Wincheringen nach Palzem. Vor Palzem verlässt die B 419 das (an dieser Stelle relativ enge) Moseltal, welches sie vor der Grenze zwischen Rheinland-Pfalz und dem Saarland wieder erreicht.
Weiter der Mosel folgend, kreuzt die B 419 die B 406 in Nennig und die A 8 bei Perl. Ebendort endet die B 419 am Grenzübergang nach Frankreich und wird durch die französische D 654 fortgesetzt.
Die B 419 ist durch die Brücken in Wellen (Mosel), Wincheringen, Nennig und Perl, sowie über die A 8 mit dem Großherzogtum Luxemburg verbunden.